# Гилмантон (тауншип, Миннесота)
Гилмантон (англ. Gilmanton) — тауншип в округе Бентон, Миннесота, США. На 2000 год его население составило 769 человек.

## География
По данным Бюро переписи населения США площадь тауншипа составляет 88,8 км², из которых 88,8 км² занимает суша, водоёмов нет.

## Демография
По данным переписи населения 2000 года здесь находились 769 человек, 266 домохозяйств и 213 семей.  Плотность населения —  8,7 чел./км².  На территории тауншипа расположено 277 построек со средней плотностью 3,1 построек на один квадратный километр. Расовый состав населения: 98,83 % белых, 0,13 % коренных американцев, 0,39 % — других рас США и 0,65 % приходится на две или более других рас. Испанцы или латиноамериканцы любой расы составляли 0,65 % от популяции тауншипа.
Из 266 домохозяйств в 38,0 % воспитывались дети до 18 лет, в 69,5 % проживали супружеские пары, в 3,8 % проживали незамужние женщины и в 19,9 % домохозяйств проживали несемейные люди. 17,3 % домохозяйств состояли из одного человека, при том 7,9 % из — одиноких пожилых людей старше 65 лет. Средний размер домохозяйства — 2,89, а семьи — 3,26 человека.
27,7 % населения — младше 18 лет, 10,4 % — в возрасте от 18 до 24 лет, 23,3 % — от 25 до 44, 26,5 % — от 45 до 64, и 12,1 % — старше 65 лет. Средний возраст — 38 лет. На каждые 100 женщин приходилось 111,3 мужчин.  На каждые 100 женщин старше 18 приходилось 111,4 мужчин.
Средний годовой доход домохозяйства составлял 45 893 доллара, а средний годовой доход семьи —  50 357 долларов. Средний доход мужчин —  29 028  долларов, в то время как у женщин — 22 266. Доход на душу населения составил 20 432 доллара. За чертой бедности находились 5,0 % семей и 7,5 % всего населения тауншипа, из которых 11,8 % младше 18 и 11,8 % старше 65 лет.